# Bin Chhin
Bin Chhin (tiếng Khmer: ប៊ិន ឈិន; sinh ngày 17 tháng 8 năm 1949) là chính khách Campuchia, từng giữ chức Phó Thủ tướng Campuchia kể từ năm 2007. Tháng 3 năm 2017, ông được bổ nhiệm làm quyền Bộ trưởng Phụ trách Văn phòng Hội đồng Bộ trưởng sau khi Sok An qua đời. Ông còn kiêm chức Chủ tịch Cơ quan Quốc gia về Giải quyết Tranh chấp Đất đai, chuyên giải quyết những khiếu nại liên quan đến tranh chấp đất đai ở Campuchia. Hiện nay ông đang là Đại biểu Quốc hội khu vực bầu cử Prey Veng.